# Gustave-Gaspard Coriolis

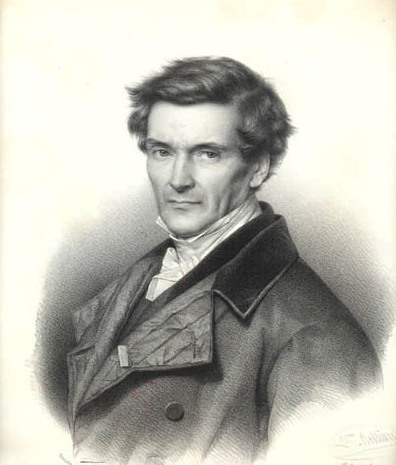
Gustave-Gaspard Coriolis

Gustave-Gaspard de Coriolis (Parijs, 21 mei 1792 – aldaar, 19 september 1843), ook wel Gaspard-Gustave Coriolis was een Franse wis- en natuurkundige, die vooral bekend is vanwege het naar hem genoemde corioliseffect.
Coriolis studeerde aan de École Polytechnique in Parijs. Omdat zijn familie na de dood van zijn vader in 1816 dringend geld nodig had, aanvaardde Coriolis hier na zijn studie een functie als docent wiskunde en mechanica. 
Coriolis was een fanatiek biljarter en hij vroeg zich af hoe een biljartbal zou bewegen als die zou worden gespeeld op een draaiend biljart. Tijdens zijn werk aan de École Polytechnique deed hij uitgebreid onderzoek naar draaibewegingen en bewegingen van objecten op een draaiend vlak, en hij was de eerste die kwam met nauwkeurige omschrijvingen van begrippen als mechanische arbeid en kinetische energie. Hij was in 1829 zelfs degene die het begrip 'kinetische energie' introduceerde. In 1835 beschreef hij dat de traagheidseffecten die worden waargenomen vanuit een roterend assenstelsel van beweging, in twee componenten kunnen worden onderscheiden: de toen reeds bekende middelpuntvliedende kracht en nog een andere, die later naar hemzelf is vernoemd: de corioliskracht. De bekendste manifestatie ervan is de tweede wet van Buys Ballot, die luidt dat luchtstromen in de atmosfeer, die volgens de eerste wet van Buys Ballot in principe stromen van hoge naar lage druk, op het noordelijk halfrond afgebogen worden naar rechts en op het zuidelijk halfrond naar links, zulks ten gevolge van de draaiing van de aarde. Daarom hebben luchtstromen rondom depressies een spiraalvorm met tegengestelde richting op het noordelijke en het zuidelijke halfrond.
In 1836 werd Coriolis benoemd tot lid van de Académie des sciences. Hij is een van de 72 Fransen wier namen in reliëf op de Eiffeltoren zijn aangebracht.

## Publicaties
- 1829: Calcul de l'effet des machines
- 1835: Théorie mathématique du jeu billard
- 1835: Sur les équations du mouvement rélatif des systèmes de corps
- 1844: Traité de la mécanique des corps solides